# Marco Marxer
Marco Marxer (* 2. Juni 1999 in Vaduz) ist ein liechtensteinischer Fussballspieler.

## Karriere

### Verein
Marxer begann seine Laufbahn beim USV Eschen-Mauren, bei dem er später in das Kader der zweiten Mannschaft eingegliedert wurde. Im Januar 2019 schloss er sich leihweise der Reserve des FC Vaduz an. Kurz nach Leihende wechselte der Abwehrspieler im Februar 2021 in die Schweiz zu Chur 97. Bis Saisonende kam er einmal in der fünftklassigen 2. Liga interregional zum Einsatz. In der folgenden Spielzeit absolvierte er 15 Ligapartien für Chur. Im Sommer 2022 unterschrieb er einen Vertrag beim österreichischen Viertligisten FC Höchst.

### Nationalmannschaft
Marxer bestritt zwischen 2015 und 2020 insgesamt elf Partien für verschiedene liechtensteinische U-Nationalmannschaften. Am 10. Juni 2022 gab er bei der 1:2-Niederlage gegen Andorra im Rahmen der UEFA Nations League sein Debüt für die A-Nationalmannschaft, als er in der zweiten Halbzeit eingewechselt wurde.